# Formel-750-Saison 1979
Die Formel-750-Saison 1979 war die siebente und gleichzeitig letzte in der Geschichte der Formel-750-Meisterschaft und wurde zum dritten Mal von der FIM als offizielle Weltmeisterschaft ausgetragen.
Bei zehn Veranstaltungen wurden 20 Rennen ausgetragen.

## Punkteverteilung
| Punktewertung | Punktewertung | Punktewertung | Punktewertung | Punktewertung | Punktewertung | Punktewertung | Punktewertung | Punktewertung | Punktewertung | Punktewertung |
| ------------- | ------------- | ------------- | ------------- | ------------- | ------------- | ------------- | ------------- | ------------- | ------------- | ------------- |
| Platz         | 1             | 2             | 3             | 4             | 5             | 6             | 7             | 8             | 9             | 10            |
| Punkte        | 15            | 12            | 10            | 8             | 6             | 5             | 4             | 3             | 2             | 1             |

In die Wertung kamen alle erzielten Resultate.

## Rennergebnisse
|    | Datum  | Rennen         | Strecke        | Platz 1           | Platz 2            | Platz 3           |
| -- | ------ | -------------- | -------------- | ----------------- | ------------------ | ----------------- |
| 1  | 01.04. | Italien        | Mugello        | Christian Sarron  | Virginio Ferrari   | Johnny Cecotto    |
| 1  | 01.04. | Italien        | Mugello        | Virginio Ferrari  | Johnny Cecotto     | Sadao Asami       |
| 2  | 22.04. | Großbritannien | Brands Hatch   | Johnny Cecotto    | Markku Mattikainen | Christian Sarron  |
| 2  | 22.04. | Großbritannien | Brands Hatch   | Johnny Cecotto    | Mike Baldwin       | Sadao Asami       |
| 3  | 27.05. | Frankreich     | Nogaro         | Patrick Pons      | Christian Estrosi  | Gianfranco Bonera |
| 3  | 27.05. | Frankreich     | Nogaro         | Gregg Hansford    | Patrick Pons       | Christian Estrosi |
| 4  | 15.07. | Schweiz        | Le Castellet   | Michel Frutschi   | Johnny Cecotto     | Sadao Asami       |
| 4  | 15.07. | Schweiz        | Le Castellet   | Johnny Cecotto    | Sadao Asami        | Patrick Pons      |
| 5  | 22.07. | Österreich     | Österreichring | Werner Nenning    | Jacques Cornu      | Patrick Pons      |
| 5  | 22.07. | Österreich     | Österreichring | Werner Nenning    | Patrick Pons       | Greg Johnson      |
| 6  | 29.07. | Kanada         | Mosport        | Patrick Pons      | Steve Gervais      | Frank McTaggard   |
| 6  | 29.07. | Kanada         | Mosport        | Michel Frutschi   | Patrick Pons       | Steve Gervais     |
| 7  | 05.08. | USA            | Laguna Seca    | Kenny Roberts sr. | Richard Schlachter | Dave Aldana       |
| 7  | 05.08. | USA            | Laguna Seca    | Kenny Roberts sr. | Gene Romero        | Michel Frutschi   |
| 8  | 09.09. | Niederlande    | Assen          | Boet van Dulmen   | Gianfranco Bonera  | Michel Frutschi   |
| 8  | 09.09. | Niederlande    | Assen          | Johnny Cecotto    | Boet van Dulmen    | Wil Hartog        |
| 9  | 23.09. | Deutschland    | Hockenheim     | Patrick Pons      | Christian Sarron   | Sadao Asami       |
| 9  | 23.09. | Deutschland    | Hockenheim     | Patrick Pons      | Marc Fontan        | Christian Sarron  |
| 10 | 30.09. | Jugoslawien    | Rijeka         | Michel Frutschi   | Johnny Cecotto     | Patrick Pons      |
| 10 | 30.09. | Jugoslawien    | Rijeka         | Johnny Cecotto    | Michel Frutschi    | Patrick Pons      |

## Fahrerwertung
| 1  | Patrick Pons         | Yamaha TZ 750   | 154 |
| 2  | Michel Frutschi      | Yamaha          | 132 |
| 3  | Johnny Cecotto       | Yamaha          | 126 |
| 4  | Sadao Asami          | Yamaha          | 73  |
| 5  | Gianfranco Bonera    | Yamaha          | 70  |
| 6  | Marc Fontan          | Yamaha          | 56  |
| 7  | Christian Sarron     | Yamaha          | 55  |
| 8  | Raymond Roche        | Yamaha          | 54  |
| 9  | Hubert Rigal         | Yamaha          | 49  |
| 10 | Markku Mattikainen   | Yamaha          | 40  |
| 11 | Gregg Hansford       | Kawasaki KR 750 | 39  |
| 12 | Werner Nenning       | Yamaha          | 37  |
| 13 | Jacques Cornu        | Yamaha          | 34  |
| 14 | Boet van Dulmen      | Yamaha          | 31  |
| 15 | Kenny Roberts sr.    | Yamaha          | 30  |
| 16 | Virginio Ferrari     | Suzuki          | 27  |
| 17 | Christian Estrosi    | Yamaha          | 22  |
|    | Steve Gervais        | Yamaha          | 22  |
| 19 | Richard Schlachter   | Yamaha          | 20  |
| 20 | Dave Aldana          | Yamaha          | 16  |
| 21 | Greg Johnson         | Yamaha          | 16  |
| 22 | Hervé Guilleux       | Yamaha          | 14  |
| 23 | Mike Baldwin         | Yamaha          | 12  |
|    | Gene Romero          | Yamaha          | 12  |
| 25 | Jean-François Baldé  | Yamaha          | 11  |
| 26 | Frank McTaggard      | Yamaha          | 10  |
|    | Wil Hartog           | Suzuki          | 10  |
| 28 | Alain Terras         | Yamaha          | 9   |
|    | Jean-Louis Tournadre | Yamaha          | 9   |
| 30 | Randy Mamola         | Yamaha          | 8   |

|    | Christian Huguet    | Yamaha | 8 |
| 32 | Fritz Kerschbaumer  | Yamaha | 8 |
|    | Dan Sorensen        | Yamaha | 8 |
| 34 | Gary Collins        | Yamaha | 8 |
|    | John Newbold        | Yamaha | 8 |
| 36 | Dale Singleton      | Yamaha | 7 |
| 37 | Richard Schulze     | Suzuki | 6 |
| 38 | Keith Huewen        | Yamaha | 6 |
| 39 | Dominique Pernet    | Yamaha | 6 |
| 40 | Dave Potter         | Yamaha | 5 |
|    | Philippe Coulon     | Yamaha | 5 |
| 42 | Chris Guy           | Yamaha | 4 |
|    | Arthur McKenna      | Yamaha | 4 |
| 44 | Jacques Agopian     | Yamaha | 4 |
| 45 | Ron Pierce          | Yamaha | 4 |
| 46 | Gianpaolo Marchetti | Yamaha | 3 |
|    | Ernest Staub        | Yamaha | 3 |
|    | Gilles Husson       | Yamaha | 3 |
|    | G. Meiklejohn       | Yamaha | 3 |
|    | Murray Sayle        | Yamaha | 3 |
| 51 | Kevin Stafford      | Yamaha | 3 |
| 52 | Leandro Becheroni   | Yamaha | 2 |
|    | Michel Rastel       | Yamaha | 2 |
|    | Joey Dunlop         | Yamaha | 2 |
|    | Rick Walden         | Yamaha | 2 |
| 56 | Pierre Soulas       | Yamaha | 1 |
|    | Franck Gross        | Yamaha | 1 |
|    | J. Mulligan         | Yamaha | 1 |
|    | Gérard Choukroun    | Yamaha | 1 |
|    | Philippe Bouzanne   | Yamaha | 1 |

## Verweise